# جائزة عالم المرأة

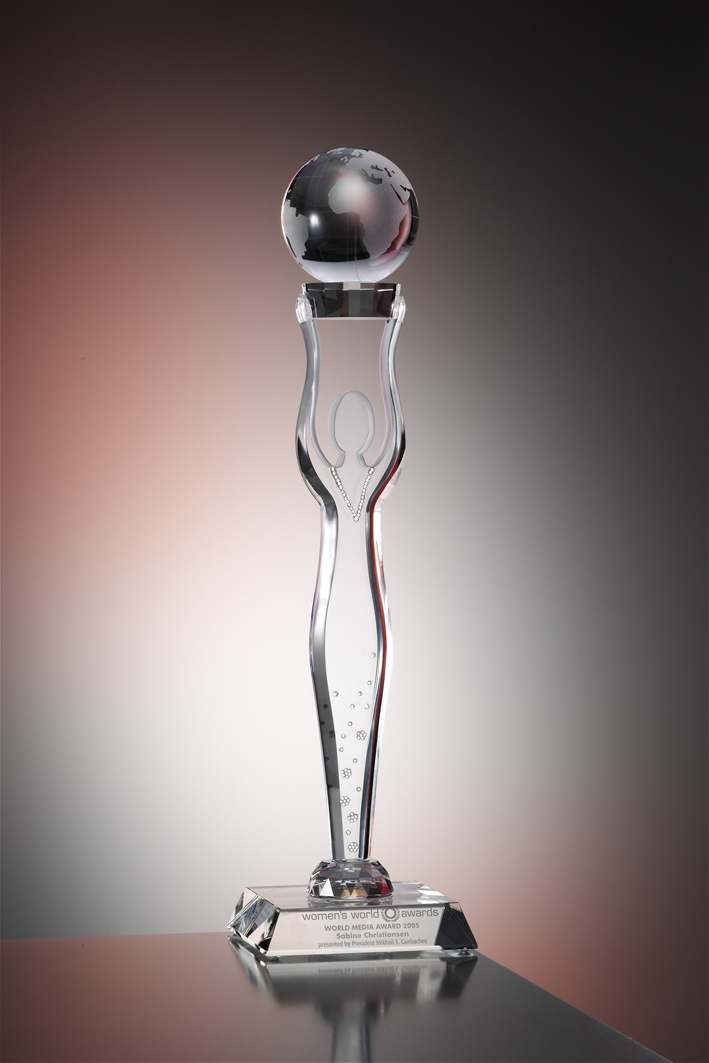
جائزة عالم المرأة

جائزة المرأة العالمية، هي جائزة ترعاها منظمة الجوائز العالمية برئاسة رئيس الاتحاد السوفيتي السابق ميخائيل غورباتشوف، وهي مخصصّة للنساء اللواتي أثّرن في العالم من خلال عملهن في مجالات مثل المجتمع أو السياسة. مُنحت الجائزة لأول مرة عام 2004. لا توجد جائزة نقدية مرفقة، إنما هي عبارة عن تمثال رمزي له شكل صورة ظلية زجاجية للأنثى. كان ثمة جائزة مقابلة للرجال، على الرغم من عدم الالتزام بها، كانت تُعرف باسم «اليوم العالمي للرجال» أنهيت عام 2006. هناك أيضًا حدث محايد بين الجنسين يعرف بـ «جوائز إنقاذ العالم» والذي يمنح أعدادًا متساوية من الجوائز للرجال والنساء.

## الجوائز

### 2009
5 مارس 2009 في فيينا، النمسا؛ منحت الجائزة للتالية:
- جائزة الإنجاز العالمي: بيتي ويليامز
- جائزة الممثلة العالمية: مونيكا بيلوتشي
- جائزة الترفيه العالمية: كيلي كلاركسون
- جائزة الأمل العالمية: نجود علي
- جائزة الإنجاز العالمي مدى الحياة: ماريان فيثفول
- جائزة الموضة العالمية: أنجيلا مونيتي
- جائزة الأعمال العالمية: مارلين كارلسون نيلسون
- جائزة التسامح العالمية: كلاوديا كاردينالي
- جائزة الفنان العالمي: أنستزيا
- الجائزة الاجتماعية العالمية: إستير موجاوايو

### 2006
14 أكتوبر 2006 في مدينة نيويورك، الولايات المتحدة الأمريكية؛ الحائزون على الجوائز:
- جائزة الإنجاز العالمي: شانا ديل
- جائزة الأعمال الخيرية العالمية: شارون ستون
- جائزة الترفيه العالمية: ووبي غولدبرغ
- جائزة الأمل العالمي: ستيلا ديتجن
- جائزة الإنجاز العالمي مدى الحياة: سوزان ساراندون
- الجائزة الاجتماعية العالمية: لوسي ليو
- جائزة الطراز العالمي: كلوديا شيفر
- جائزة التسامح العالمية: ملكة الأردن نور الحسين
- جائزة الفنان العالمي: ماري جي بليج
- امرأة العام: روبن هربرت

### 2005
29 نوفمبر 2005 في لايبزيغ، ألمانيا، مُنحت للتالية:
- جائزة الإنجاز العالمي: أليسون لابر
- جائزة الممثلة العالمية: تيري هاتشر
- جائزة الفنان العالمي لإنجاز مدى الحياة: كاثرين دونوف
- جائزة الفنون العالمية: ليزا ستانسفيلد
- جائزة الموضة العالمية: دوناتيلا فيرساتشي
- جائزة أيقونة الموضة العالمية: ليندا إيفانجليستا
- جائزة الإعلام العالمي: سابين كريستيانسن
- الجائزة الاجتماعية العالمية: سارة دوقة يورك
- جائزة التسامح العالمية: بينظير بوتو
- امرأة العام: مارغريت جيرينغ تمثل حوالي 5500 أم من قرى الأطفال SOS

### 2004
9 يونيو 2004 في هامبورغ، ألمانيا؛ منحت للتالية:
- جائزة الإنجاز العالمي: بيانكا جاغر
- جائزة الممثلة العالمية: ديان كروجر
- جائزة الفنان العالمي لإنجاز مدى الحياة: ويتني هيوستن وديون وارويك
- جائزة الفنانين العالميين: الممثلة نينا
- جائزة الفنون العالمية: شير (مغنية)
- جائزة الأعمال العالمية: كاتارينا ويت
- جائزة الأعمال الخيرية العالمية: يوت هنرييت أوهوفن
- جائزة اتصال العالم (بالإنجليزية: World Connection)‏: فالنتينا تريشكوفا
- جائزة الترفيه العالمية: أوبرا وينفري
- جائزة الموضة العالمية: فيفيان ويستوود
- جائزة أيقونة الموضة العالمية: ناعومي كامبل
- جائزة الإعلام العالمي: كريستين أمان بور
- الجائزة الاجتماعية العالمية: واريس ديري
- جائزة الطراز العالمي: ناديا أورمان
- جائزة التسامح العالمية: إيريس بيربن
- امرأة العام: أغنيس ويسالوفسكي

## روابط خارجية
- http://www.womensworldawards.com نسخة محفوظة 17 فبراير 2019 على موقع واي باك مشين.